# Zeven werken van barmhartigheid (Caravaggio)
Zeven werken van barmhartigheid (Italiaans: Sette opere di Misericordia) is een schilderij van Caravaggio uit 1607. Het werd gemaakt voor de kerk van de Pio Monte della Misericordia in Napels waar het boven het hoofdaltaar hangt.

## Geschiedenis
De Pio Monte della Misericordia is een lekenbroederschap die in 1601 werd opgericht door zeven jongemannen van adel. In de statuten van deze liefdadigheidsinstelling was vastgelegd dat ze zich moest wijden aan de zeven werken van barmhartigheid. In de eerste jaren was de broederschap gevestigd in een kleine kerk die ze in de buurt van de kathedraal had laten bouwen. 
Het is niet bekend hoe de congregatie in contact kwam met Caravaggio en waarom de opdracht voor een altaarstuk aan hem werd gegeven. Waarschijnlijk is er een verband met de familie Colonna, die Caravaggio hielp om te ontsnappen uit Rome nadat hij Ranuccio Tomassoni vermoord had. Hij kon schuilen op de familielandgoederen in Zagarolo en Paliano en kwam via de familie in contact met vooraanstaande personen in Napels.
Op 9 januari 1607 betaalde de broederschap Caravaggio een bedrag van 370 dukaten uit voor het voltooide schilderij. De voorstelling werd boven het hoofdaltaar geplaatst. Later zouden andere kunstenaars de zijaltaren van schilderijen rond hetzelfde thema voorzien.
Caravaggio's schilderij was meteen zo succesvol dat de congregatie in 1613 zelf vastlegde dat het schilderij tegen geen enkele prijs verkocht mocht worden en dat het altijd in de kerk bewaard moest blijven. Bovendien bepaalde de congregatie dat slechts enkele kunstenaars kopiëren mochten maken van het werk. Tijdens de renovatie van het complex van de Pio Monte werd een opening gecreëerd tussen de kerk en de Coretto-zaal, waardoor de bestuurders van de instelling het werk ook vanuit een van hun vertrekken konden bekijken.
Het schilderij zou grote invloed uitoefenen op de Italiaanse schilderkunst. Het wordt beschouwd als het beginpunt van de  naturalistische stroming binnen de Napolitaanse kunst van de zeventiende eeuw. Carevaggio's navolgers gebruikten niet alleen zijn clair-obscur en zijn gewoonte om volkse types te schilderen, maar lieten ook enkele onderscheidende elementen van het doek in hun composities terugkomen, zoals de man op de voorgrond die van achteren gezien wordt en de engelen.

## Voorstelling
Het schilderij toont de zeven werken van barmhartigheid, een traditionele reeks daden van medeleven uit het katholieke geloof. Caravaggio gaf ze zo weer dat het lijkt alsof alles zich afspeelt in een nachtelijk Napolitaans steegje vol leven.
- De doden begraven; op de achtergrond dragen twee mannen een dode man (waarvan alleen de voeten zichtbaar zijn).
- De gevangenen bezoeken en de hongerigen spijzen; rechts bezoekt een jonge vrouw, Pero, een gevangengenomen oude man, Cimon, en geeft hem melk uit haar borst. Dit verwijst naar de klassieke legende Caritas Romana. De courtisane Fillide Melandroni stond model voor Pero. Zij komt op meer werken van Caravaggio voor, bijvoorbeeld op Judith onthoofdt Holofernes.
- De vreemdelingen herbergen; een pelgrim (derde van links, herkenbaar aan de schelp op zijn hoed) vraagt een herbergier (helemaal links) om onderdak.
- De naakten kleden; Sint-Maarten, vierde van links, heeft zijn mantel doormidden gescheurd en aan de naakte bedelaar op de voorgrond gegeven, een verwijzing naar een populaire legende over deze heilige.
- De zieken bezoeken; Sint-Maarten begroet en troost de kreupele bedelaar, die met moeite te onderscheiden is achter de naakte man op de voorgrond.
- De dorstigen laven; Simson (tweede van links) drinkt water uit de kaak van een ezel. Toen Simson dreigde te sterven van de dorst, gaf God hem water om te drinken uit de kaak van een ezel. Dit wonder past moeilijk in een allegorie van de zeven werken van barmhartigheid, omdat het een voorbeeld van goddelijke en niet van menselijke liefdadigheid is.

Op het bovenste deel van het schilderij, verschijnt de Madonna della misericordia, vergezeld van twee engelen die een draaiende beweging maken. Ze kijken naar de gebeurtenissen die zich onder hen afspelen. De Amerikaanse kunsthistoricus John Spike merkt op dat de voorste engel de genade overbrengt die de mensheid inspireert tot barmhartigheid.  

## Afbeeldingen

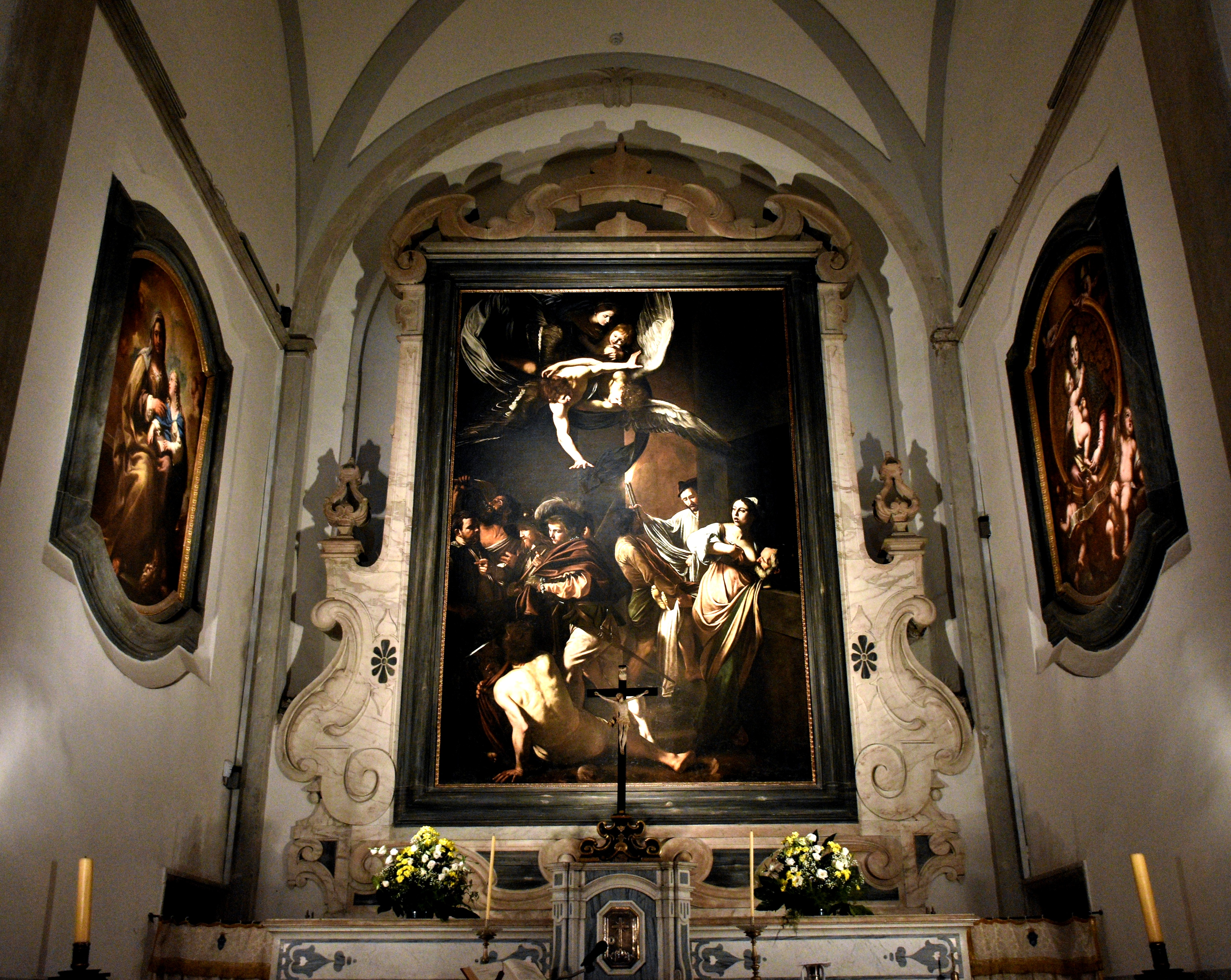
Zicht op het schilderij vanuit de kerk
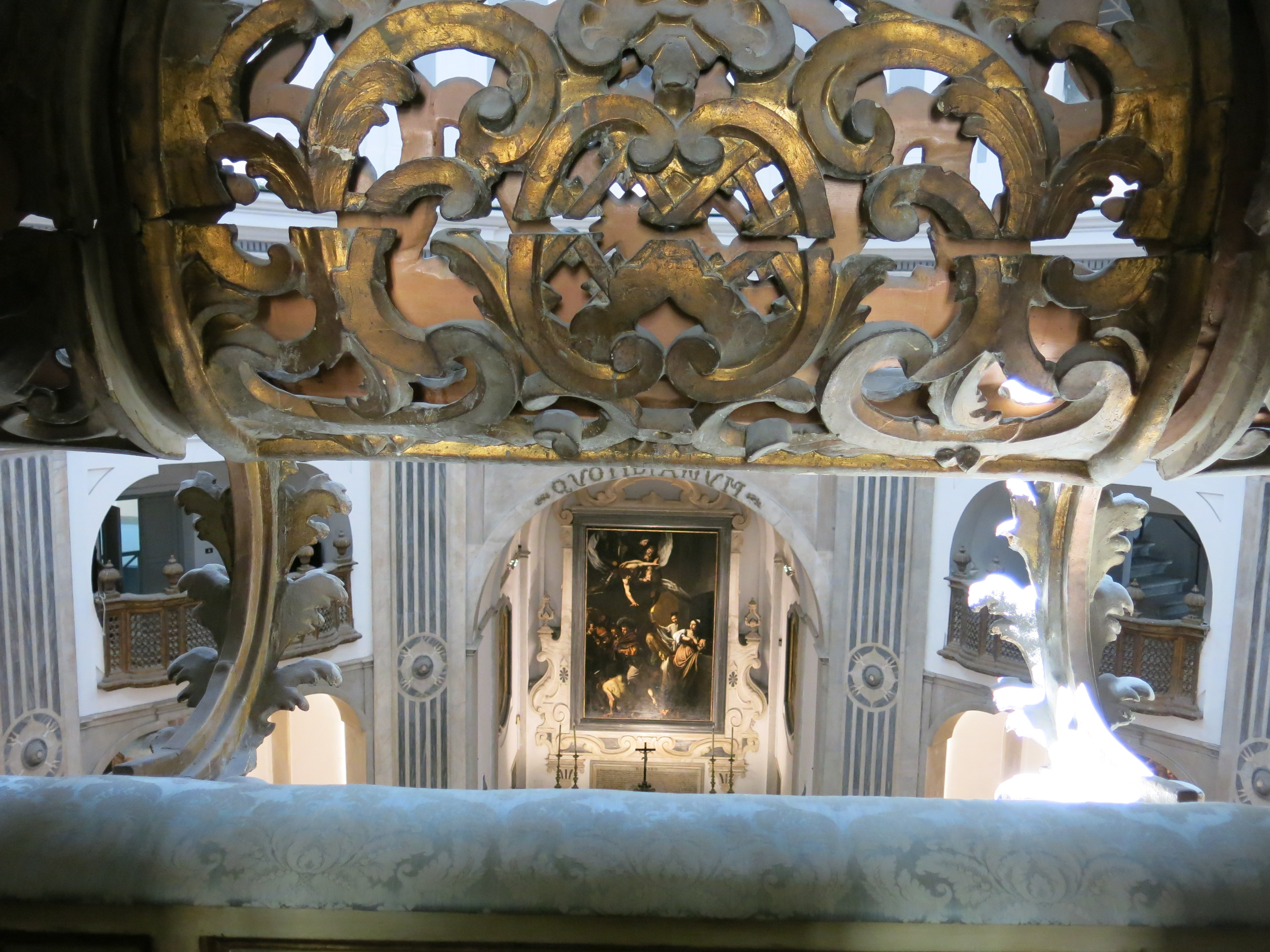
Zicht op het schilderij vanuit de Coretto-zaal
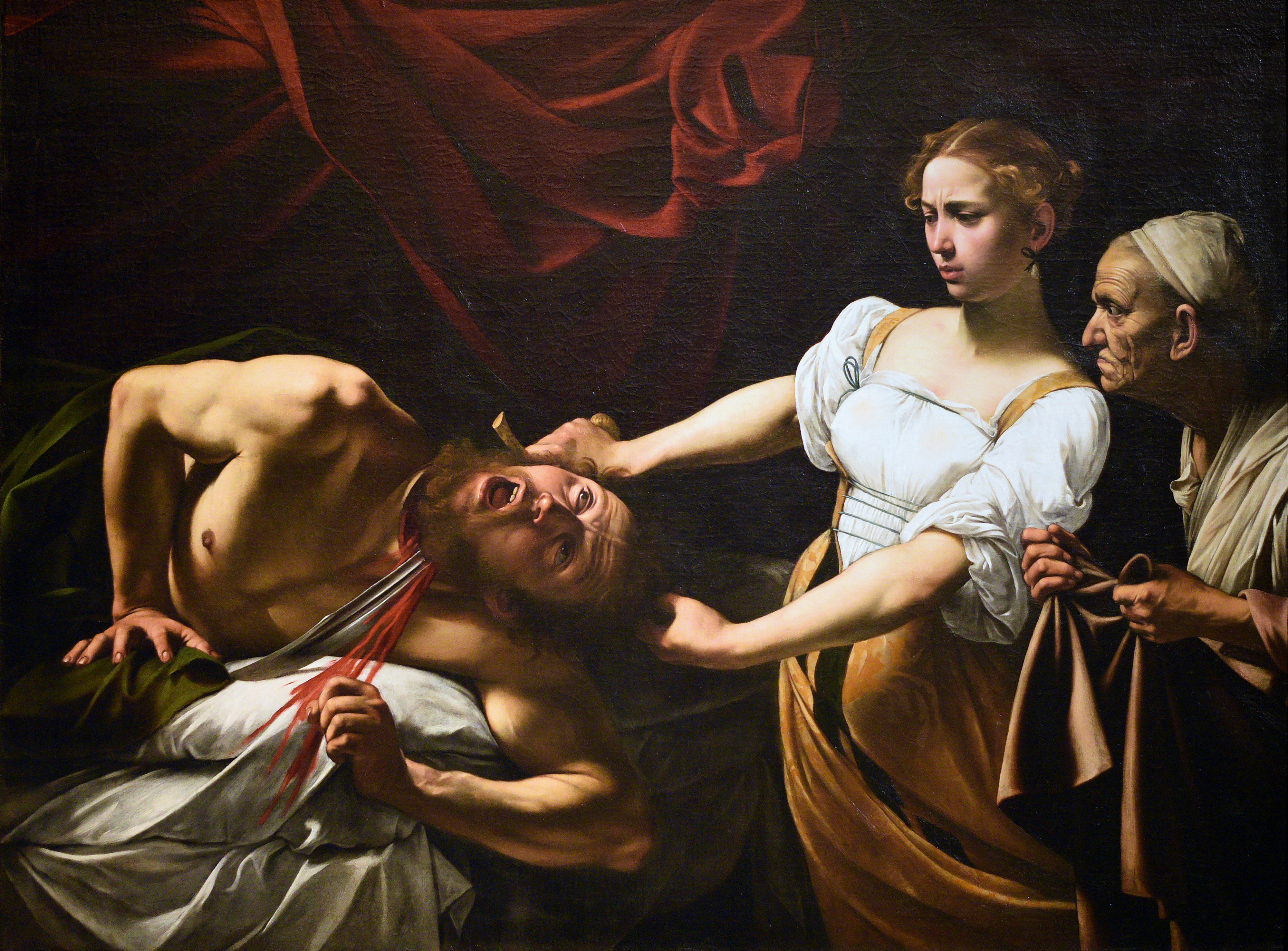
Judith onthoofdt Holofernes